# CX717
CX717 je ampakinsko jedinjenje koje je razvila kompanija Korteks farmaceutikals. CX717 utiče na neurotransmiter glutamat. Ispitivanja su pokazala da ovaj lek poboljšava kognitivne funkcije i memoriju.

## Literatura
- Bast T, da Silva BM, Morris RG (2005). „Distinct contributions of hippocampal NMDA and AMPA receptors to encoding and retrieval of one-trial place memory”. J. Neurosci. 25 (25): 5845—56. PMID 15976073. doi:10.1523/JNEUROSCI.0698-05.2005.
- Arai AC, Kessler M, Rogers G, Lynch G (2000). „Effects of the potent ampakine CX614 on hippocampal and recombinant AMPA receptors: interactions with cyclothiazide and GYKI 52466”. Mol. Pharmacol. 58 (4): 802—13. PMID 10999951. Архивирано из оригинала 07. 03. 2005. г. Приступљено 29. 05. 2012.
- Porrino LJ, Daunais JB, Rogers GA, Hampson RE, Deadwyler SA (2005). „Facilitation of task performance and removal of the effects of sleep deprivation by an ampakine (CX717) in nonhuman primates”. PLoS Biol. 3 (9): e299. PMC 1188239 . PMID 16104830. doi:10.1371/journal.pbio.0030299.

|  | Molimo Vas, obratite pažnju na važno upozorenje u vezi sa temama iz oblasti medicine (zdravlja). |